# Läpp-, käk- och gomspalt

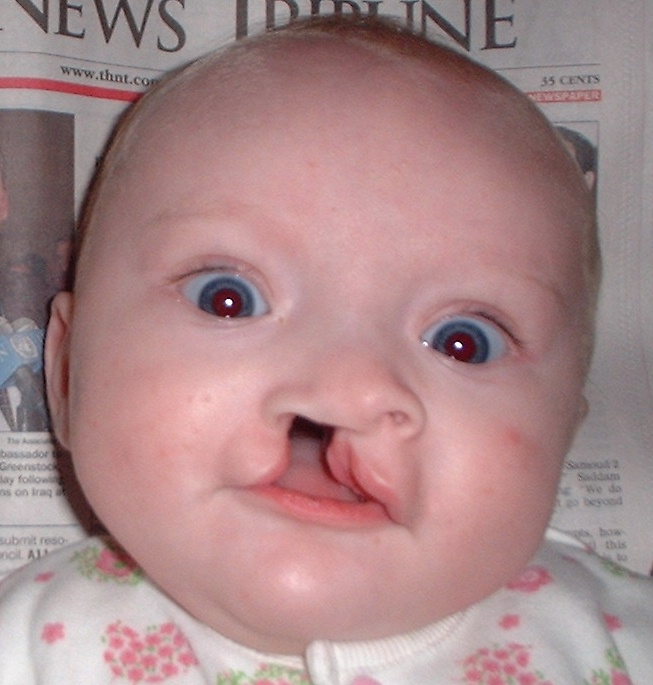
Flicka med läpp-, käk- och gomspalt

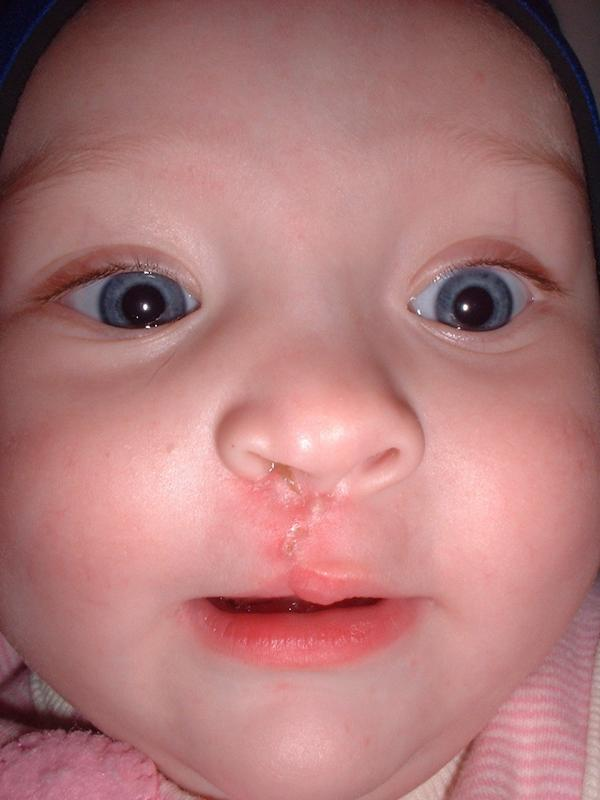
Samma flicka efter korrektiv kirurgi

Läpp-, käk- och gomspalt, LKG, som förr kallades harmynthet, är en kategori av craniofaciala missbildningar, som både förekommer unilateralt (ensidigt) och bilateralt (dubbelsidigt). Det är vanligast med en vänstersidig spalt, men orsaken till detta är okänd.

## Behandling
Med operation och plastikkirurgi går det att återställa ett bra utseende och få en normal talutveckling och en god velofarynxfunktion.

## Läpp- och käkspalt
Läpp- och käkspalt är en medfödd missbildning, som beror på att gom, överläpp och/eller överkäke inte växer ihop på ett normalt sätt under graviditeten runt vecka 8. 
Med modern plastikkirurgi blir barnets utseende oftast bra och förutsättningarna för en normal talutveckling kan optimeras. Ibland behövs ändå hjälp av en logoped i form av talterapi.
Den minsta läpp-käk-spalten är en liten läppspalt utan påverkan på käkbenet. Ibland kan en stor läpp-käk-spalt orsaka att gommen inte kan växa ihop. Konsekvensen är en kombinerad läpp-, käk- och gomspalt.
Läpp- och käkspalt drabbar fler pojkar än flickor.

## Gomspalt
Gomspalt (gr. palatoschisis) är en medfödd missbildning, som beror på att gommen inte växer ihop på ett normalt sätt under graviditetsvecka 10-12.
En gomspalt kan omfatta både hårda och mjuka gommen; bara mjuka gommen; endast musklerna i mjuka gommen, s.k. submukös gomspalt (SMG); eller endast uvulamuskeln, s.k. ockult submukös gomspalt (OSMG). Ibland finns en tudelad gomspene (lat. uvula bifida).
Isolerad gomspalt uppträder ibland som en del i Pierre Robins sekvens tillsammans med underutvecklad underkäke och andningsproblem. 
Med modern plastikkirurgi blir gommens utseende och funktion oftast bra. Föräldrarna och barnet får ofta också hjälp av en logoped med den tidiga matningen och senare med talet.
Gomspalt drabbar fler flickor än pojkar. Tillståndet förekommer enskilt eller i kombination med läpp- och käkspalt.